# Трахтенберг Ісаак Михайлович
Ісаак Михайлович Трахтенберг (11 листопада 1923, Житомир — 27 січня 2023, Київ) — український і радянський гігієніст, токсиколог, професор (1966), доктор медичних наук (1964), член-кореспондент Національної академії наук України, академік Національної академії медичних наук України, заслужений діяч науки і техніки України (1994), лауреат Державної премії України в галузі науки і техніки (2002), премії НАН України імені О. О. Богомольця (2010), академічних премій із профілактичної медицини Національної АМН України (1995, 2002, 2010).

## Біографія

### Народження і ранні роки
Ісаак Михайлович Трахтенберг народився 11 листопада 1923 року в Житомирі. У 1940 році закінчив Київську середню школу № 44. У 1940 році — студент філологічного факультету Київського університету.
З 1941 року — студент Київського медичного інституту (КМІ). Потім евакуювався з інститутом у місто Челябінськ, де продовжив навчання в КМІ. У 1942 році поєднував заняття в КМІ з роботою в «Челябенергомонтаже» інструментальником на будівництві заводу оборонної промисловості. У той же час пройшов 110-годинну підготовку стрільця ВУС-1.
З 1943 року обраний головою студентської профспілки Київського медичного інституту. За активну громадську роботу нагороджений грамотою челябінської Ради депутатів трудящих.
У 1944 році повернувся до Києва з колективом студентів і викладачів інституту, де продовжив навчання. Через два роки закінчив Київський медичний інститут і був зарахований за конкурсом до аспірантури при кафедрі гігієни праці, якою керував професор Левко Медведь. У 1947–1948 роках брав участь у перших повоєнних наукових форумах із профілактичної медицини (XII Всесоюзний і V Український з'їзд гігієністів, епідеміологів, мікробіологів, інфекціоністів). 1948 року призначений Республіканською протиепідеміологічною комісією уповноваженим із проведення протиепідемічних заходів у Залізничному районі Києва.

### Наукова діяльність
У 1951 році Ісааку Михайловичу присудили науковий ступінь кандидата медичних наук і зарахували в. о. асистента кафедри гігієни праці Київського медичного інституту. З 1951 по 1955 роки працював асистентом кафедри. У 1956 році йому присвоїли вчене звання доцента. У 1961 році обраний головою профспілки Київського медичного інституту. У 1964 році йому присуджено науковий ступінь доктора медичних наук, у 1966 — присвоєно вчене звання професора. На посаді професора кафедри, якою в ті роки керував член-кореспондент Академії медичних наук СРСР Гайк Шахбазян, І. Трахтенберг пропрацював до 1972 року і за цей час опублікував три монографії, одна з яких присвячена проблемі меркуріалізму, друга — токсикології полімерів, третя — фізіології розумової праці.
У 1972 році обраний завідувачем лабораторії промислової токсикології та гігієни праці при використанні хімічних речовин Київського науково-дослідного інституту гігієни праці та профзахворювань МОЗ України. Він також став членом секції промислової токсикології проблемної комісії «Наукові основи гігієни праці та профпатології» АМН СРСР.
Помер 27 січня 2023 року на 100-му році життя.

### Родина
Дружина — науковиця, співробітниця Інституту екогігієни та токсикології ім. Л. І. Медведя Ірина Медведь (1937—2015). Син — доктор медичних наук, професор Володимир Медведь (нар. 1953). Донька — художниця Ксана Медведь (нар. 1956). Тесть — доктор медичних наук, професор Левко Медведь (1905—1982). Теща — науковиця Софія Серебряна.

## Публікації

### Редактор
- Член редакційної колегії періодичного видання «Література і життя»;
- Член редакційної ради (розділ «Гігієна») Великої медичної енциклопедії.

### Книги
- У 2006 році на міжнародній науковій конференції "Наукові школи Національного медичного університету ім. Богомольця: від витоків до сучасності презентована книга Трахтенберга під назвою «Слово про Alma mater».
- Трахтенберг И. М. Мой Киев, мои киевляне: в 2-х кн. Кн. 1 / Исаак Трахтенберг ; ред.: А. Белоусов, Н. Данкевич. — Киев: Авіцена, 2013. — 390 с. [Архівовано 12 серпня 2020 у Wayback Machine.]
- Трахтенберг И. М. Мой Киев, мои киевляне: в 2-х кн. Кн. 2 / Исаак Трахтенберг ; ред.: А. Белоусов, Н. Данкевич. — Киев: Авіцена, 2013. — 424 с. [Архівовано 26 вересня 2020 у Wayback Machine.]

## Нагороди
- Грамота Челябінського Ради депутатів трудящих за участь у підготовці інструкторів ППХО Осовіахіму.
- Медаль «За доблесну працю у Великій Вітчизняній війні 1941—1945 рр.» (1948).
- Медаль «За оборону Києва» (1966).
- Грамота Президії Українського республіканського комітету профспілки медичних працівників (1968).
- Почесна грамота виконкому Київської міської ради депутатів трудящих (1970).
- Грамота МОЗ УРСР та Українського республіканського комітету профспілки медичних працівників у зв'язку з 125-річчям Київського медичного інституту. (1976).
- Почесна грамота правління Республіканського наукового товариства гігієністів (1980).
- Знак «Відмінник охорони здоров'я» (1982).
- Медаль «Ветеран праці» (1985).
- Нагрудний знак «50 років героїчної оборони м. Києва» (1991).
- Диплом громадської благодійної організації фонду «Професіонал» за участь у ліквідації наслідків аварії на ЧАЕС.
- Орден «За заслуги» III ступеня (1998).
- Академічна премія Академії медичних наук України з профілактичної медицини за монографію «Основні показники фізіологічної норми у людини» (2002).
- Медаль Академії медичних наук України за видатні досягнення в галузі медицини та у зв'язку з 10-річчям АМН Україні (2003).
- Орден Святого Пантелеймона (2020)[2]